# Mapledurham House
Mapledurham House est une demeure seigneuriale élisabéthaine située dans la paroisse civile de Mapledurham dans le comté anglais d'Oxfordshire. C'est un bâtiment classé Grade I, protégé pour la première fois le 24 octobre 1951,.

## Histoire et architecture
Le manoir de Mapledurham est acheté en 1490 par Richard Blount d'Iver, mais la maison actuelle est fondée par Sir Michael Blount (c1530-1610) et reste dans la famille Blount-Eyston à ce jour,,. La construction commence vers 1585, à l'époque de l'Armada espagnole dans la forme E élisabéthaine classique. Elle comprend une chapelle de la fin du XVIIIe siècle construite dans le style gothique de Strawberry Hill pour les propriétaires catholiques romains récusants de la maison.
Avant l'émancipation catholique, les propriétaires cachent des prêtres dans ses trous de prêtres, dont certains n'ont été découverts qu'au XXIe siècle, et célèbrent secrètement la messe avec un autel de fortune caché à l'intérieur d'un bureau. Le domaine couvre une grande partie du village, avec le moulin à eau de Mapledurham et une partie de l'église.
Anne de Danemark séjourne à Mapledurham en août 1612 en tant qu'invitée de Sir Richard Blount, avant de rencontrer Jacques Ier au palais de Woodstock.
Le poète Alexander Pope est un visiteur fréquent de la maison car il est amoureux de deux filles de la famille Blount. La maison et le village environnant sont utilisés pour le tournage du film de 1976 The Eagle Has Landed et aussi pour plusieurs séries télévisées, dont Inspecteur Barnaby. Il est également réputé avoir été l'inspiration pour les illustrations de Toad Hall d'Ernest Howard Shepard pour The Wind in the Willows de Kenneth Grahame, bien que cela soit également revendiqué par Hardwick House (en), Fowey Hall Hotel, Foxwarren Park (en) et Fawley Court (en).

## Galerie

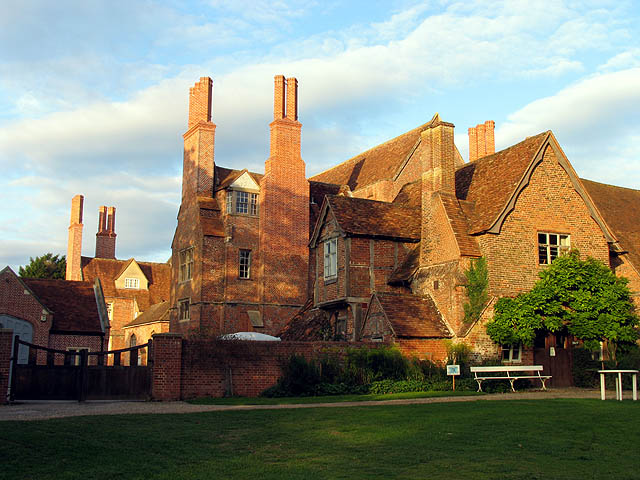
Mapledurham House
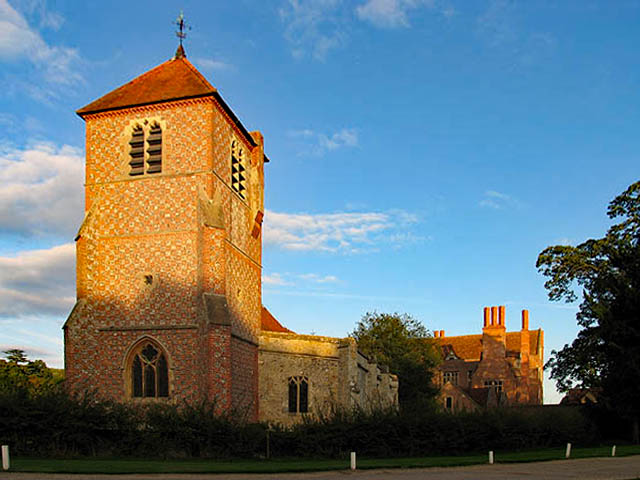
L'église de Mapledurham House
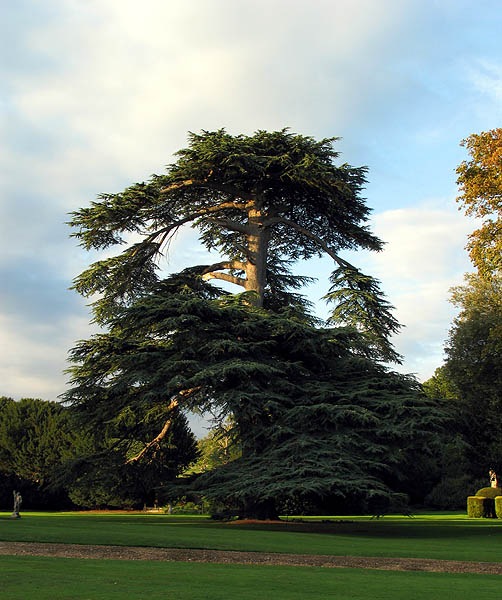
Arbre majestueux
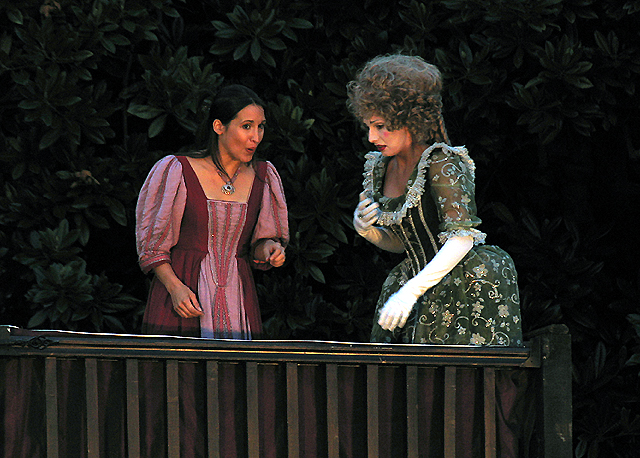
"The Marriage of Figaro"